# ČRo Ostrava
ČRo Ostrava – regionalna rozgłośnia radia Český rozhlas nadająca swój program z Ostrawy na obszar kraju morawsko-śląskiego.
Lokalizacje stacji nadawczych:
- Vrbno pod Pradědem/Anenski Wierzch – 1 kW – 95,5 MHz
- Valašské Meziříčí/Radhošť – 7,2 kW – 99,0 MHz
- Opawa/Chlebičov – 0,5 kW – 102,6 MHz
- Trzyniec/Na Javorovém – 1 kW – 105,3 MHz
- Ostrava/Hošťálkovice – 2,8 kW – 107,3 MHz – zasięg nadajnika obejmuje obszar południowej Polski tj. Śląsk

## Wydarzenia
Czeskie Radio Ostrawa nadaje Wydarzenia – wiadomości w języku polskim dla mniejszości polskiej na Zaolziu.